# Vầng khí quang

Đồ họa về một vòng khí quang ngũ sắc bao quanh thân thể

Vầng khí quang (Aura paranormal) hay Ánh hào quang hay trường năng lượng (Energy field) một bức xạ có màu sắc được cho là bao quanh cơ thể con người hoặc bất kỳ động vật hoặc đồ vật nào. Theo một số thuyết bí truyền thì luồng hào quang được mô tả như một thân thể vi diệu. Các nhà ngoại cảm và y học tổng quát thường tuyên bố có khả năng nhìn thấy kích thước, màu sắc và kiểu rung động của luồng khí quang này. Trong y học thay thế tâm linh, vòng khí quang của con người được coi là một phần của giải phẫu ẩn phản ánh trạng thái và sức khỏe, thường được hiểu là thậm chí bao gồm các trung tâm của sinh lực khí quan trọng được gọi là luân xa. 
Niềm tin về việc cảm nhận vòng khí quang, vầng hào quang là tâm điểm trong huyền bí học Tây phương và huyền bí học phương Đông, nhất là trong phong thủy và những trường phái tu tập thiền định, Yoga và trường phái tu luyện nội công của Đạo gia. Những tuyên bố như vậy không được hỗ trợ từ những bằng chứng khoa học và do đó là giả khoa học. Khi được kiểm tra bằng các thí nghiệm có kiểm soát khoa học, khả năng nhìn thấy hào quang chưa được chứng minh là có tồn tại. Cho đến nay các nhà khoa học đã nhiều lần kết luận rằng khả năng nhìn thấy vòng khí quang, các luồng hào quang không thực sự tồn tại và cực lực bác bỏ, cho rằng đây là luận thuyết ngụy khoa học.

## Đại cương
Trong Latin và Hy Lạp cổ đại, hào quang có nghĩa là gió, làn gió thoảng hoặc hơi thở. Nó được sử dụng trong Tiếng Anh trung cổ có nghĩa là "làn gió nhẹ". Vào cuối thế kỷ 19, từ này đã được sử dụng trong một số giới tâm linh để mô tả một sự phát ra vi diệu được suy đoán xung quanh cơ thể. Trong môn tu tập Yoga, những người tham gia cố gắng tập trung vào hoặc tăng cường "lá chắn năng lượng hào quang" Khái niệm về năng lượng hào quang là tâm linh và có liên quan đến siêu hình học. Một số người cho rằng luồng hào quang mang theo linh hồn của một người sau khi chết. Những quan niệm chưa được chứng thực cho rằng hào quang của con người là một vòng khí quang điện từ sinh học được tỏa ra chung quanh thân thể của con người có hình quả trứng và được một nhà khoa học gia người Nga tên là Semyon Kirlian phát hiện, chụp lại được. 
Hào quang là sự rung động của điện từ dưới dạng ánh sáng tỏa ra từ một vật chất nào đó. Hào quang xung quanh những sự vật sống và có ý thức như cây cối, con người và động vật thay đổi theo thời gian, luồng khí quang có hình dạng giống như ngọn lửa hay luồng không khí nóng xung quanh sự vật đó. Huyền bí học Tây Phương gọi vòng hào quang nầy là thể phách có thể được pha trộn và là chất dẩn của các thể vía, thể trí và các thể cao hơn của con người. Những màu sắc và cường độ sáng tối của vòng hào quang này có thể cho biết được tình trạng sức khỏe, bệnh tật, tâm trạng, tâm tư, tình cảm và nguyện vọng. Trên hào quang con người có rất nhiều màu khác nhau và các sắc thái khác nhau. Nhiều màu trong đó vượt ra ngoài ngưỡng nhìn thông thường (ngưỡng quang phổ nhận biết của con người). Người có đời sống tâm linh càng phát triển (gồm cả những người tu tập có năng lượng tu hành) thì những màu sắc hào quang càng sáng, ngược lại thì màu sắc hào quang biến đổi không ngừng hoặc tối sầm.
Huyền học Đông Phương còn gọi là linh quang hay thần khí, gồm bên trong cơ thể (nội khí) và bên ngoài cơ thể (ngoại khí), tùy theo trình độ tu tập mà có những tên gọi khác nhau như Tuệ quang, Huệ quang, Linh quang, Chân quang. Những thầy bói hay thầy lang có trình độ tu tập cao, có thể nhìn thấy màu sắc và cường độ để chẩn đoán hay tiên liệu về vận mạng hay bệnh tình (chẳng hạn như nhìn thần sắc con người có thể cảm nhận được sinh lực khí, bệnh tình hoặc sắp chết, điều mà một số loài động vật như cú, quạ, kền kền, chó, mèo có thể cảm nhận mùi tử khí). Ở dạng vô hình, luân xa là những vòng khí quang luân lưu trong và ngoài cơ thể gọi là Hào quang luân xa (Chakra trong tiếng Phạn) là các đại huyệt nằm ở trục dọc sống lưng của cơ thể, để thu nhận năng lượng từ đại vũ trụ đổ vào tiểu vũ trụ (người tập thiền). Trong cơ thể năng lượng, mỗi luân xa tương ứng với một loại cảm xúc, một trải nghiệm tâm linh, và một biểu hiện của sự nhận thức và tỉnh thức, giác ngộ. Có quan niệm mê tín rằng các vật phẩm phong thủy khi đeo, trang sức trên người sẽ tạo vòng khí quang bảo hộ cơ thể để không cho âm khí xâm nhập làm tổn hại cơ thể, chẳng hạn như trấn trạch, gia hộ (đuổi tà) hoặc trừ tà.

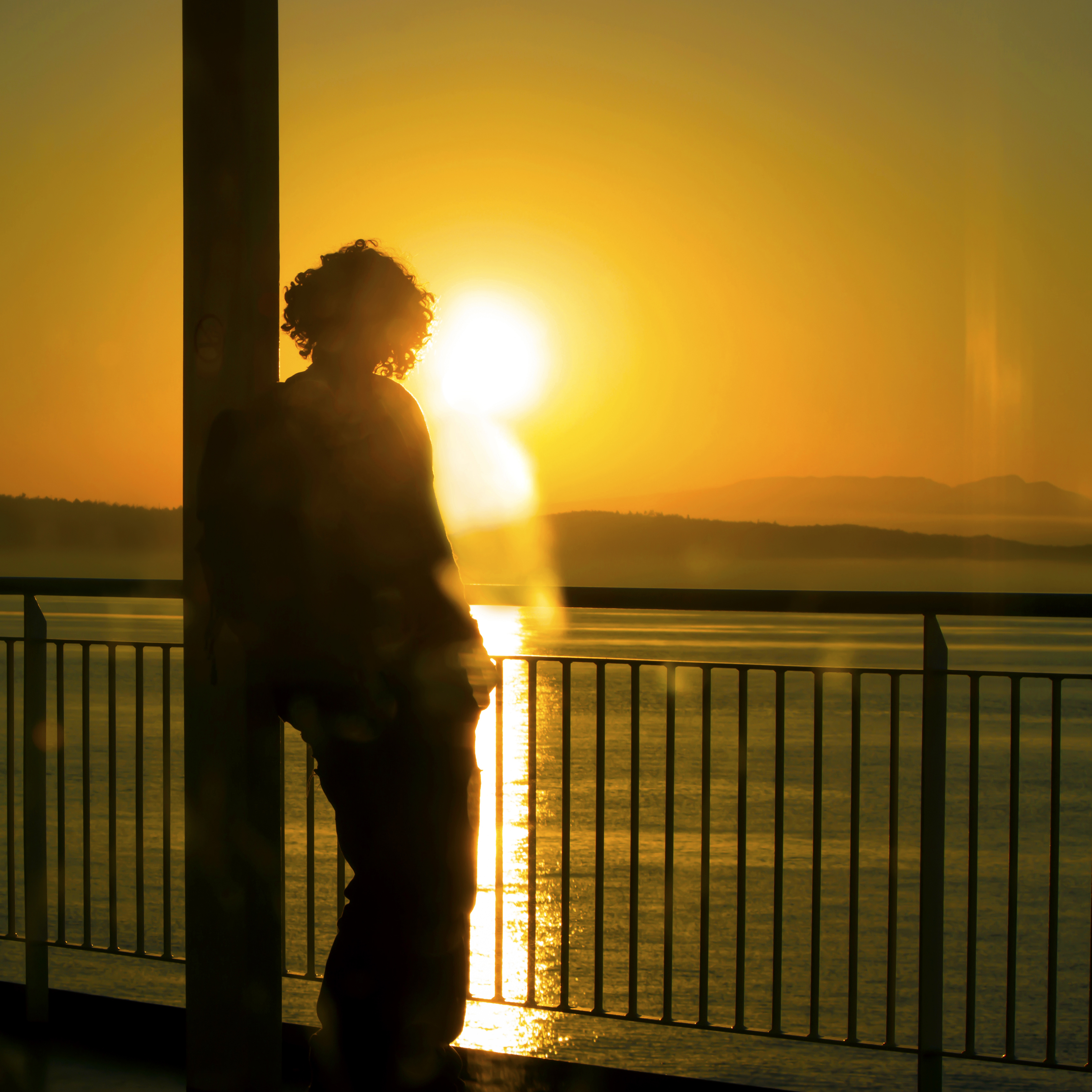
Ảo ảnh trùng hợp có thể tạo ra hiện tượng vầng linh quang

Đến nay, các nhà khoa học thực chứng đã cực lực bác bỏ sự tồn tại của cái gọi là "vầng khí quang" hay "luồng hào quang" hoặc các thể phách tương tự. Nhà tâm lý học Andrew Neher cho rằng "không có bằng chứng thuyết phục nào ủng hộ quan điểm cho rằng khí quang, theo bất kỳ cách nào, có nguồn gốc tâm linh." Các nghiên cứu trong điều kiện phòng thí nghiệm đã chứng minh rằng luồng khí quang nên được giải thích là ảo ảnh thị giác. Các nhà thần kinh học cho rằng mọi người có thể cảm nhận được luồng khí quang do các tác động bên trong não như chứng động kinh, chứng đau nửa đầu hoặc ảnh hưởng của các loại thuốc gây ảo giác như LSD. Có ý kiến cho rằng vòng khí quang có thể là kết quả của cảm giác đồng cảm. 
Tuy nhiên, một nghiên cứu năm 2012 không phát hiện ra mối liên hệ nào giữa khí quang và khớp thần kinh đã kết luận rằng "sự khác biệt được tìm thấy cho thấy cả hai hiện tượng đều không giống nhau về mặt hiện tượng và hành vi". Nhà thần kinh học lâm sàng Steven Novella cho rằng với sức nặng của bằng chứng, có vẻ như mối liên hệ giữa luồng khí quang và khớp thần kinh là suy đoán và dựa trên những điểm tương đồng bề ngoài có thể là ngẫu nhiên. Bridgette Perez cho rằng sự bóp méo nhận thức, ảo tưởng và ảo giác có thể thúc đẩy niềm tin vào cái gọi là luồng hào quang, các yếu tố tâm lý, xu hướng tưởng tượng, sự sống động của hình ảnh trực quan và các hình ảnh thực tại cũng có thể gây ra các hiện tượng của luồng hào quang. 

## Chú thích

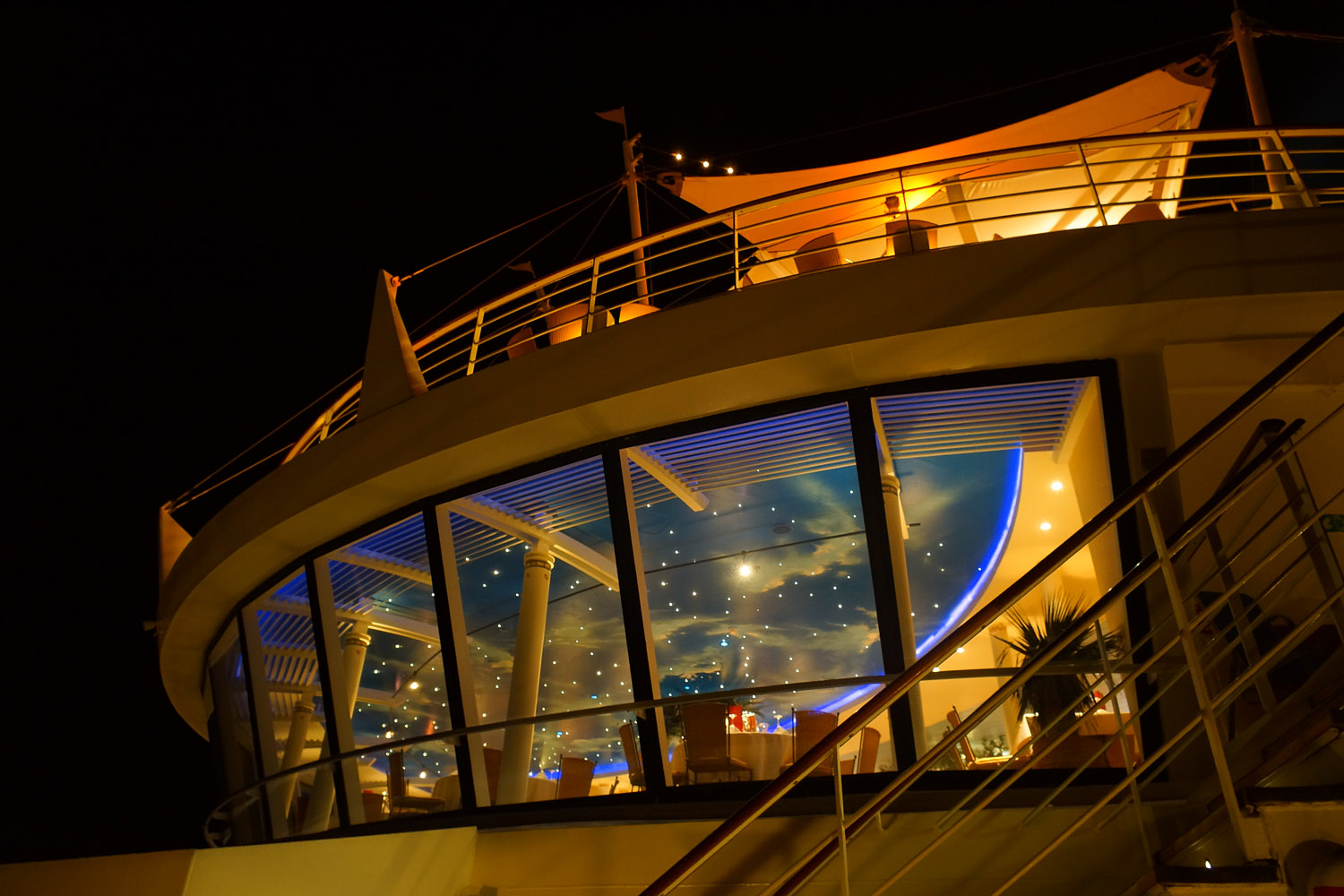
Hiệu ứng ánh sáng gây ra những ảo ảnh về màn hào quang của hình chụp về một du thuyền